# Jean-Clair Todibo
Jean-Clair Dimitri Roger Todibo (* 30. Dezember 1999 in Cayenne, Französisch-Guyana) ist ein französischer Fußballspieler auf der Position des Innenverteidigers. Er steht als Leihspieler des OGC Nizza bei West Ham United unter Vertrag.

## Karriere

### Vereine
Todibo begann beim FC Les Lilas aus der gleichnamigen Pariser Banlieue mit dem Fußballspielen. Mit 17 Jahren wurde er im Nachwuchsleistungszentrum des FC Toulouse aufgenommen und weiter ausgebildet. Nach Einsätzen für die zweite Mannschaft wurde der Verteidiger in der Saison 2018/19 häufiger in der ersten Mannschaft eingesetzt und kam auf zehn Partien, in denen er ein Tor erzielen konnte.
Im Februar 2019 wurde der Franzose vom FC Barcelona verpflichtet und mit einem bis Juni 2023 gültigen Vertrag ausgestattet. In der Rückrunde stand Todibo lediglich zweimal in der höchsten spanischen Spielklasse auf dem Feld. Er verpasste das mit 1:2 verloren gegangene Pokalfinale aufgrund eines Länderspiels, konnte mit Barça aber die spanische Meisterschaft gewinnen.
Nach nur zwei weiteren Ligaeinsätzen und einer Partie in der Gruppenphase der Champions League verlieh der FC Barcelona den Abwehrspieler innerhalb des Wintertransferfensters 2019/20 für eine Leihgebühr in Höhe von 1,5 Millionen Euro bis zum Saisonende an den deutschen Bundesligisten FC Schalke 04. Der FC Schalke 04 zahlte Todibos Gehalt und hatte anschließend die Option, für 25 Millionen Euro (plus mögliche Bonuszahlungen in Höhe von 5 Millionen Euro) die Transferrechte zu erwerben. Nach Ende der Saison und acht Spielen für Schalke 04 kehrte Todibo zum FC Barcelona zurück, eine Weiterverpflichtung war für Schalke 04 nicht finanzierbar.
Zurück beim FC Barcelona sollte Todibo unter dem neuen Cheftrainer Ronald Koeman in der Innenverteidigung hinter Gerard Piqué, Clément Lenglet, Ronald Araújo und Samuel Umtiti keine Rolle spielen. Er wechselte daher Anfang Oktober 2020 kurz vor dem Ende der Transferperiode für 2 Millionen Euro bis zum 30. Juni 2022 auf Leihbasis zum portugiesischen Erstligisten Benfica Lissabon, der nach Ablauf der Leihe die Option hatte, Todibos Transferrechte für 20 Millionen Euro zu erwerben. Ohne Einsatz in der Liga wurde der 21-Jährige am 1. Februar 2021 bis zum Ende der Saison 2020/21 an den OGC Nizza weiterverliehen, der anschließend über eine Kaufoption in Höhe von 8,5 Millionen Euro, die sich durch Bonuszahlungen um 7 Millionen Euro erhöhen kann, verfügte. Dort kam Todibo bis zum Saisonende in der Liga 15-mal stets in der Startelf zum Einsatz und erzielte ein Tor. Zur Saison 2021/22 zog der OGC Nizza die vereinbarte Kaufoption.
Im August 2024 wurde er an West Ham United verliehen.

### Nationalmannschaft
Todibo spielte für die französische U20 und U21. Mit ersterer nahm er an der WM 2019 in Polen teil, wo Frankreich im Achtelfinale gegen die USA ausschied.
Sein Debüt für die französische A-Nationalmannschaft gab Todibo am 12. September 2023 bei der 1:2-Niederlage im Freundschaftsspiel gegen Deutschland.

## Erfolge
FC Barcelona
- Spanischer Meister: 2019